# DaDaBIK
DaDaBIK è un generatore di Web application (Web application builder) scritto in PHP che permette di creare velocemente un semplice CRUD (create, read, update, delete) database front-end o una più sofisticata database-driven Web application senza scrivere codice (No-code).
I DBMSs ufficialmente supportati sono: MySQL, PostgreSQL e SQLite e, dalla versione 9.2, Microsoft SQL Server.

## Storia
Una prima versione di DaDaBIK, pubblicata nel 2001 da Eugenio Tacchini, funzionava solo con MySQL.

## Stato attuale
La versione corrente è la 12.4 "Aveto" (pubblicata nel novembre del 2024). L'autore originale si occupa del codice core dell'applicazione, altri sviluppatori, tra cui Simone Magnaschi, si sono occupati del UX / UI design. Un gruppo di utenti madrelingua mantiene la traduzione / localizzazione del front-end (disponibile in 23 lingue).

## Feature
Alcune delle principali feature sono: form customization (es. etichette, scelta tra differenti tipologie di HTML input field, content check), menu a tendina table-driven, master/details view, file upload, CSV e PDF export, Audit/revision, campi condizionali, campi calcolati, controllo duplicazioni in inserimento, autenticazione, meccanismi di restrizione su consultazione dei dati/modifica/cancellazione, e-mail alert.

## Popolarità
DaDaBIK è stato utilizzato da diverse importanti organizzazioni come l'University of Cambridge e l'Università Cattolica del Sacro Cuore ed è uno dei più popolari PHP database tool.

## Significato del nome
DaDaBIK è un acronimo ricorsivo che sta per DaDaBIK is a DataBase Interfaces Kreator.